# Chin National Front

Fahne der Chin National Front

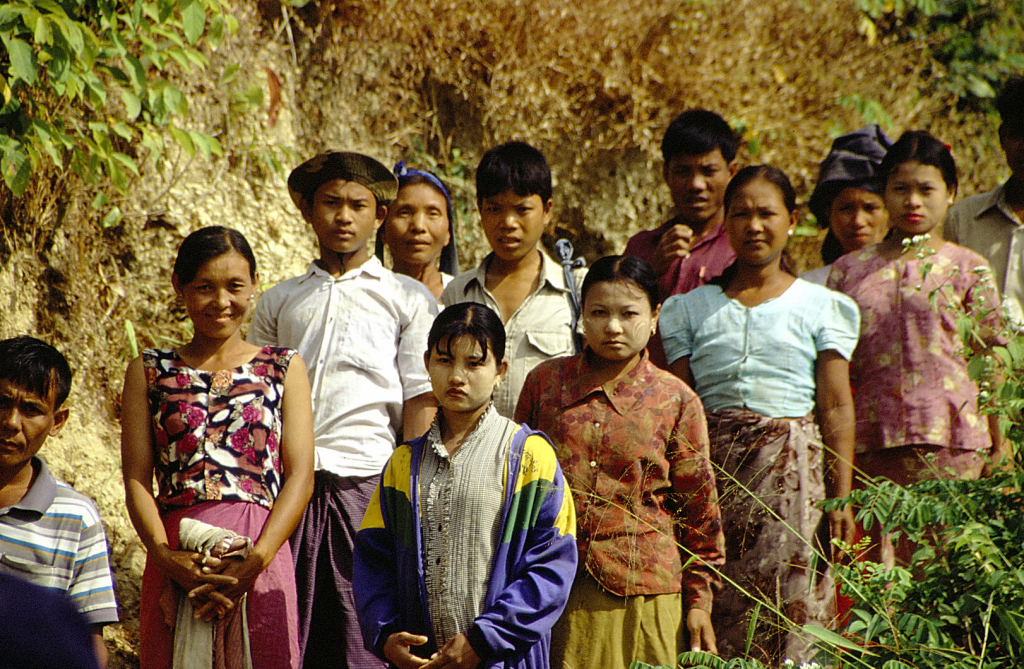
Angehörige des Volkes der Chin

Die Chin National Front (CNF) ist eine ethnisch politische Organisation in Myanmar. Die CNF besitzt einen bewaffneten Arm, die Chin National Army (CNA). Die CNF kämpft für die Autonomie bzw. Unabhängigkeit der Chin-Volkes. Hauptquartier ist Camp Victoria im Thantlang Bezirk an der indischen Grenze.

## Geschichte
Die bergigen Regionen der Chin waren nie Bestandteil des burmesischen Königreiches gewesen. Vielmehr bestand es aus vielen kleinen Einzelstaaten. Nach der Invasion von Burma durch Britannien 1888 erklärten sie die Gebiete der Chin zum Bestandteil des britischen Kolonialreiches. In diesem Jahr begann die Kolonialverwaltung, eine eigene Administration aufzubauen und bekämpfte erfolgreich verschiedene Rebellengruppen. Nach dem Chin Hills Regulation Acts 1896 erhielten die 35 verschiedenen Chin-Gruppen eine innere Autonomie zurück. Vor der Unabhängigkeit von Großbritannien 1948 waren Vertreter bei der Konferenz von Panglang anwesend. Den Chin wurde neben den Shan und den Kachin eine komplette interne Autonomie versprochen, wenn sie der Union unter der Führung der Burmesen beitreten sollten. Auch wurde festgelegt, dass die Chin nach zehn Jahren den Gesamtstaat verlassen dürften, wenn die Mehrheit der Chin dies wünschte. Im Gegensatz zu der burmesischen Mehrheitsbevölkerung von Myanmar, die dem Buddhismus anhängen, sind die Chin in der Mehrheit christlichen Glaubens. Die Chin sind auch nicht auf Myanmar begrenzt. Chin leben auch in Indien und Bangladesh. Die CNF wurde am 20. März 1988 im indischen Mizoram gegründet. Sie besaß damals kein eigenes Hauptquartier, sondern sie nutze das Hauptquartier der Karen National Union (KNU) in Manerplaw. Die Chin-Berge waren vor 1988 nie eine Priorität der verschiedenen Zivil- und Militärregierungen des Landes gewesen, und so unterblieben größere Gefechte zwischen der Armee und Rebellen. Die Chin National Organization (CNO) hatte zum Beispiel bereits seit 1963 den bewaffneten Kampf gegen die Zentralregierung aufgenommen, doch handelte es sich um keine größeren Gefechte. Erst 1988 führte die Zentralregierung umfassende Operationen im Gebiet der Chin durch, welche zur Gründung der CNF führten. In den ersten Jahren wurde die CNF von Indien finanziell und mit Waffen unterstützt. Dies änderte sich 1992, als die burmesische und die indische Regierung gemeinsame Operationen gegen die Chin unternahmen. In diesen Jahren konnte die CNF keine eigenen Gebiete halten, sondern versuchte sich im Guerillakrieg. Mit der ersten zivilen Regierung wurde 2012 ein Waffenstillstandsabkommen geschlossen. 2015 unterzeichnete die CNF den Nationalen Waffenstillstandsvertrag. Durch die Waffenstillstände hatte die CNF ein eigenes Gebiet bekommen, den Thantlang-Bezirk, wo sie ihr eigenes Hauptquartier, das Camp Victoria, errichtete. In den Jahren nach 2012 war die CNF eher politisch aktiv und versuchte, ein Nationalgefühl unter den verschiedenen Gruppen der Chin zu bilden.
Nach dem Militärputsch am 1. Februar 2021 änderte sich die Situation. Die CNF war die Erste der verschiedenen Waffenstillstandsunterzeichner gewesen, welche sich solidarisch mit der Exilregierung National Unity Government (NUG) erklärte, ohne den Waffenstillstandsvertrag formell zu kündigen. Die CNF und die NUG einigte sich auf die Bildung eigener Milizen, die von der CNA ausgebildet und ausgerüstet werden sollten. So entstanden die Chinland Defense Forces (CDF). Mit den CDF's wurde vereinbart, dass diese kein Einflussgebiet für sich beanspruchen werden, sondern dass sie sich nach einer gelungenen Revolution gegen das Militär wieder auflösen. Im Januar 2023 wurde Camp Victoria von der Luftwaffe der Militärregierung bombardiert. Dabei landeten auch Bomben auf indischem Gebiet und töteten Menschen. Vom 4. bis 7. Dezember 2023 fand im Camp Victoria eine Konferenz statt, um das Chinland Council zu gründen. Die Teilnehmer, die von verschiedenen politischen Gruppierungen der Chin kamen, ratifizierten eine neue Verfassung für den Chin-Staat. Das Chinland Council soll die Mehrheit der politischen und militärischen Organisationen der Chin umfassen und soll enge Beziehungen zur NUG unterhalten.
Die Stärke der CDF's wird 2024 auf 15.000 Mannschaften geschätzt, die sich primär aus Freiwilligen der verschiedenen Clans der Chin zusammensetzt. Aber auch andere ethnischen Kämpfer und Burmesen kämpfen in ihren Reihen. Die CNA kann auf einen Stamm von 1.500 professionelle Mannschaften zurückgreifen, besitzt aber auch über freiwillige Reserven in Höhe von 10.000 Mann.
Von 2001 bis 2016 war die CNF Mitglied der UNPO.